# Todas las mujeres
Pour plus de détails, voir Fiche technique et Distribution.
Todas las mujeres est un film espagnol réalisé par Mariano Barroso, sorti en 2013.

## Synopsis
Nacho, un vétérinaire, part à la recherche des femmes importantes de sa vie.

## Fiche technique
- Titre : Todas las mujeres
- Réalisation : Mariano Barroso
- Scénario : Mariano Barroso et Alejandro Hernández
- Musique : Ray Marhuenda
- Photographie : Raquel Fernández Nuñez
- Montage : Pablo Mas Serrano
- Production : Domingo Corral
- Société de production : Kasbah Producciones et TNT Spain
- Pays :  Espagne
- Genre : Drame
- Durée : 89 minutes
- Dates de sortie : 
  -  Espagne : 18 octobre 2013

## Distribution
- Eduard Fernández : Nacho
- Lucía Quintana : Laura
- Michelle Jenner : Ona
- María Morales : Marga
- Petra Martínez : Amparo
- Marta Larralde : Carmen
- Nathalie Poza : Andrea

## Distinctions
Le film a été nommé pour quatre prix Goya a reçu le prix du meilleur scénario adapté.